# Ognes, Marne
För andra betydelser, se Ognes.
Ognes är en kommun i departementet Marne i regionen Grand Est (tidigare regionen Champagne-Ardenne) i nordöstra Frankrike. Kommunen ligger i kantonen Fère-Champenoise som tillhör arrondissementet Épernay. År 2022 hade Ognes 60 invånare.

## Befolkningsutveckling
Antalet invånare i kommunen Ognes
| Referens: INSEE |